# Lyctus caribeanus
Lyctus caribeanus är en skalbaggsart som beskrevs av Pierre Lesne 1931. Lyctus caribeanus ingår i släktet Lyctus och familjen kapuschongbaggar. Inga underarter finns listade i Catalogue of Life.

## Bildgalleri

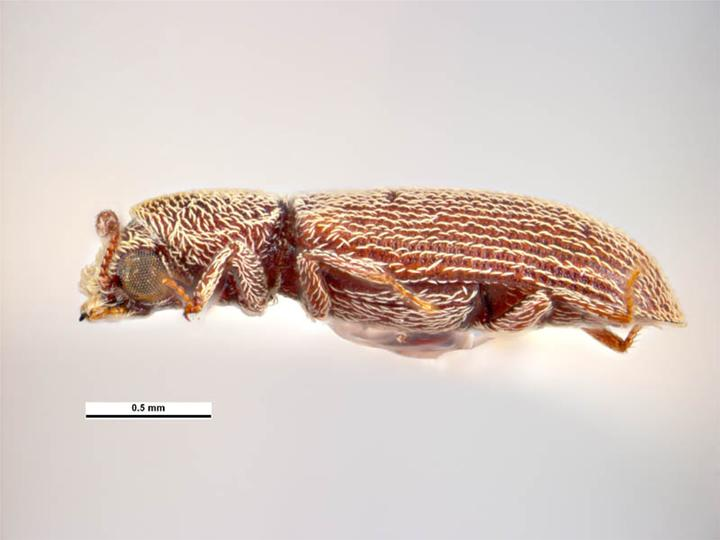